# 武湖
武湖是一个位于中国湖北省黄陂、新洲县的湖泊，面积约为21平方千米。